# Opisthoxia ceres
Opisthoxia ceres là một loài bướm đêm trong họ Geometridae.